# 植田慎一郎
植田 慎一郎（うえだ しんいちろう、1993年10月1日 - ）は、日本の俳優、声優。兵庫県尼崎市出身。mitt management所属。

## 人物
- 第24回ジュノン・スーパーボーイ・コンテストファイナリスト。
- 特技は手品、リフティング、サッカー、テニス、ダンス、関西弁（神戸弁と大阪弁）。
- ロトスコープで制作されたTVアニメ『惡の華』の主人公・春日高男役では声優と実写キャストの両方を担当。
- 趣味は読書、ビリヤード、サッカー、散歩、熱帯魚の観賞。
- 愛称は『慎ちゃん』
- 2024年3月31日をもって所属していた砂岡事務所を退所[2]。

## 出演

### テレビアニメ
太字はメインキャラクター。
- 惡の華（2013年4月5日 - 6月29日、TOKYO MX）- 春日高男
- 蟲師 続章 第三話（2014年4月18日、TOKYO MX・群馬テレビ・BS11）- トキ
- 世界の闇図鑑 第9・13話（2017年5月28日、6月25日、テレビ東京・AT-X）
- EVIL OR LIVE（2017年10月10日 - 2018年1月2日、TOKYO MX）- 黎響

### OVA
- ああっ女神さまっ OAD第3弾 - 島野優希 ※DVD付き第46巻限定版[3]

### 舞台
- タンバリンプロデューサーズ第12回公演『鬼切丸』（2013年8月3日 - 11日、吉祥寺シアター）- 小林晃司 役[4]
- 舞台『CLOCK ZERO 〜終焉の一秒〜』- 哲学者 役
  - 舞台『CLOCK ZERO 〜終焉の一秒〜』A live Moment（2013年9月27日 - 10月6日、全労済ホール／スペース・ゼロ）[5]
  - 舞台『CLOCK ZERO ～終焉の一秒～』A live Moment 再演 （2014年3月12日 - 17日、星陵会館 ホール）[6]
  - 舞台『CLOCK ZERO ～終焉の一秒～』rin-g-age -リンゲージ-（2014年11月22日 - 30日、博品館劇場）[7]
- 舞台『STORM LOVER ～波打ち際の王子SUMMER!～』（2014年5月3日 - 11日、俳優座劇場）- 寅谷立夏 役[8]
- ライブ・スペクタクル『NARUTO-ナルト-』- 油女シノ/我愛羅 役
  - ライブ・スペクタクル『NARUTO-ナルト-』 （2015年3月21日 - 4月5日、AiiA 2.5 Theater Tokyo / 4月10日 - 12日、キャナルシティ劇場 / 4月17日 - 19日、梅田芸術劇場 メインホール / 4月23日 - 25日、多賀市民会館 大ホール / 4月29日 - 5月10日、AiiA 2.5 Theater Tokyo / 5月22日 - 24日、マカオ / 5月30日 - 31日、マレーシア / 6月6日 - 7日、シンガポール）- 油女シノ 役[9]
  - ライブ・スペクタクル『NARUTO-ナルト-』（2016年7月30日 - 8月7日、梅田芸術劇場 シアター・ドラマシティ / 8月13日 - 28日、AiiA 2.5 Theater Tokyo）- 油女シノ 役[10]
  - ライブ・スペクタクル『NARUTO-ナルト-』ワールドツアー（2016年10月29日 - 12月18日、上海市、杭州市、北京市、長沙市、広州市、深圳市）- 我愛羅 役[11]
- 舞台『カードファイト!! ヴァンガード』〜バーチャル・ステージ〜 （2016年1月5日 - 11日、AiiA 2.5 Theater Tokyo）- 矢作キョウ 役[12]
- 舞台『弱虫ペダル』- 段竹竜包 役
  - 舞台『弱虫ペダル』～総北新世代、始動～（2016年3月4日 - 6日、TOKYO DOME CITY HALL / 3月10日 - 13日、アルモニーサンク 北九州ソレイユホール / 3月17日 - 21日、オリックス劇場 / 3月25日 - 27日、KAAT神奈川芸術劇場）[13]
  - 舞台『弱虫ペダル』新インターハイ篇～スタートライン～（2017年2月25日 - 26日、オリックス劇場 / 3月4日 - 12日、TOKYO DOME CITY HALL）[14]
- 舞台『バグバスターズ』
  - 舞台『バグバスターズ』再演（2017年5月25日 - 6月4日、俳優座劇場）- 柴田健三 役[15]
  - 舞台『バグバスターズ』―Stage BLUE―（2018年3月21日 - 25日、俳優座劇場）- 中里豊 役[16]
- 舞台『OZMAFIA!!』（2017年9月6日 - 10日、全労済ホール／スペース・ゼロ）- スカーレット 役[17]
- 舞台『少年ヨルハ Ver1.0』（2018年1月31日 - 2月4日、六行会ホール）- 二号 役[18]
- 『アニドルカラーズ！キュアステージ』 - 金森碧叶 役
  - 『アニドルカラーズ！キュアステージ ～シリウス学園編～』（2018年6月30日 - 7月1日、7月7日 - 8日、シアターGロッソ）[19]
  - 『アニドルカラーズ！キュアステージ』（2019年1月12日 - 14日、1月18日 - 20日、シアターGロッソ）
  - 『アニドルカラーズ！キュアステージ ～シリウス学園編～』（2020年8月27日 - 9月2日、シアター1010） ※全公演中止[20]
  - 『アニドルカラーズ キュアステージ SHUFFLE REVUE』（2021年2月10日 - 14日、シアター1010）※声の出演
  - 『アニドルカラーズ キュアステージ -Jump to the Future-』（2022年5月27日 - 31日、オルタナティブシアター）[21] ※降板[22]
- 舞台「『ミスクリエイション』彼が怪物だったのか、それとも僕たちだったのか」（2018年8月15日 - 19日、八幡山ワーサルシアター）- 次男 役[23][24]
- 『君死ニタマフ事ナカレ 零_改』（2018年11月29日 - 12月9日、CBGKシブゲキ!!）- 主演・ハクジ 役[25]
- ミュージカル『HARUTO』（2019年3月7日 - 3月13日、品川プリンスホテル クラブ / 3月16日、森ノ宮ピロティホール）- タイガー 役[26]
- 『Inner World Evolution インナー ワールド エボリューション 内世界の進化Ⅲ』（2019年4月29日 - 5月6日、博品館劇場 / 5月11日 - 12日、松下ＩＭＰホール / 5月16日 - 17日、JMSアステールプラザ中ホール）- フロディ 役
- 舞台「ZERO 公安警察特殊部隊『霧組』」（2019年6月12日 - 6月16日、六行会ホール）- 城戸聖也/セブンス 役[27]
- 舞台『ある日の通り雨と共に。』（2019年8月21日 - 8月25日、新宿村LIVE）- 主演・宮下直之 役[28]
- 2.5次元ダンスライブ - 宗像廉 役
  - 2.5次元ダンスライブ「S.Q.S Episode 4『TSUKINO EMPIRE2 -Beginning of the World-』」（2019年9月26日 - 29日、舞浜アンフィシアター）[29]
  - 2.5次元ダンスライブ「ALIVESTAGE Episode 2『月花神楽』」（2019年11月8日 - 17日、ヒューリックホール東京）[30]
  - 2.5次元ダンスライブ「ALIVESTAGE Episode 3『SCHOOL REVOLUTION Hello 神さま 僕はここにいる！』」（2020年4月24日 - 5月6日、ヒューリックホール東京）※お当番 ※全公演中止[31]
  - 2.5次元ダンスライブ「TSUKIPRO STAGEキソセカイステージ：eins『ソラヲワタルカゼ』」（2020年6月10日 - 13日、立川ステージガーデン） ※全公演中止[32]
  - 「LUNATIC LIVE 2020 in Taiwan」（2020年6月19日 - 21日、信義劇場 Legacy Max） ※全公演中止
  - 2.5次元ダンスライブ「ALIVESTAGE Episode 3『SCHOOL REVOLUTION Hello 神さま 僕はここにいる！』」（2020年10月29日 - 11月8日、ヒューリックホール東京）※お当番[33]
  - 2.5次元ダンスライブ「TSUKIPRO STAGEキソセカイステージ：eins『ソラヲワタルカゼ』」（2020年12月19日 - 20日、立川ステージガーデン）※無観客生配信[34][35]
  - 2.5次元ダンスライブ「ALIVESTAGE Episode 4『WYD』」（2021年2月4日 - 14日、ヒューリックホール東京）[36]
  - 2.5次元ダンスライブ「ALIVESTAGE Episode 5『月野百鬼夜行綺譚 天獄 -君死にたまふことなかれ-』」（2021年9月2日 - 12日、シアターGロッソ）[37]
  - 「LUNATIC LIVE 2021」（2021年9月4日 - 5日、東京ガーデンシアター）※5日のみ出演[38] ※全公演中止[39]
  - 2.5次元ダンスライブ「ALIVESTAGE Episode 6『Gift』」（2022年3月18日 - 27日、ヒューリックホール東京）※お当番[36]
  - 2.5次元ダンスライブ「TSUKIPRO STAGE Episode2『月野奇譚 太極伝奇 -金蘭之契-』」（2022年9月3日 - 11日、シアターGロッソ）[40] ※全公演中止[41]
  - 2.5次元ダンスライブ「ALIVESTAGE Episode 7『斬心 -霖雨蒼生-』」（2023年1月20日 - 29日、ヒューリックホール東京）[42]
  - 2.5次元ダンスライブ「ALIVESTAGE Episode 8『太極伝奇の、舞台裏』」（2023年7月29日 - 8月7日、なかのZERO 大ホール）※お当番[43]
  - 2.5次元ダンスライブ「ALIVESTAGE Episode 9『オトアツメ feat.ORIGIN』」（2024年5月10日 - 19日、ヒューリックホール東京）[44]
  - 「ALIVESTAGE」＆「S.Q.S」ツキプロ合同ライブ『ROCKOOL FES 2024』（2024年11月20日 - 24日、東京ドームシティ シアターGロッソ）[45]
  - 「LUNATIC FES 2025 ～NOBLE FLOWERS～」（2025年3月26日 - 30日、日本青年館ホール）[46]
- 音楽劇『ロード・エルメロイII世の事件簿 -case.剥離城アドラ-』（2019年12月15日、市川市文化会館 大ホール / 12月19日 - 23日、なかのZERO 大ホール / 12月26日 - 28日、サンケイホールブリーゼ / 2020年1月11日 - 12日、久留米シティプラザ ザ・グランドホール / 1月17日 - 19日、新宿文化センター 大ホール）- ウェイバー・ベルベット 役[47]
- 舞台『少年陰陽師～現代編～』（2020年2月22日 - 3月1日、築地本願寺ブディストホール）- 九流比古 役[48]
- 舞台『白豚貴族ですが前世の記憶が生えたのでひよこな弟育てます』（2021年3月24日 - 28日、新宿村LIVE）- 百華公主 役[49]
- 朗読劇「私の道しるべ」プロジェクトvol.2『描き続ける白紙の先へ』『ジンセイゲーム』（2021年4月9日 - 11日、シアター風姿花伝）- コウキ 役[50]
- 音楽劇『黒と白 -purgatorium- amoroso』（2021年6月30日 - 7月4日、シアターGロッソ）- 寵愛・ハニエル 役[51]
- 舞台「ひょんひょん ～ ひょんなことの『ひょん』って、何スカ？」（2021年11月24日 - 28日、シアターサンモール / 12月10日 - 12日、ABCホール）- 主演・ 淀河原ケンゾウ 役[52]
- 舞台版『マーダー☆ミステリー 〜探偵・斑目瑞男の事件簿〜』（2021年12月3日 - 5日、浅草花劇場）- 鹿沼久志 役 ※4日のみ出演[53]
- Reading Drama『5 years after』ver.8（2022年2月4日 - 6日、赤坂レッドシアター）[54]
- 朗読劇『彼がお酒をやめたわけ』（2022年2月26日 - 27日、オルタナティブシアター）- 加山 役[55]
- 音×劇 オンゲキ
  - 音×劇 オンゲキepisode2『名前をつけて保存〜データフォルダ〜』（2022年11月1日 - 6日、アトリエファンファーレ東池袋）- クロサワ トオル 役[56]
  - 音×劇 オンゲキepisode3『meaning〜また会いたいから、さようなら〜』（2023年3月29日 - 4月2日、上野ストアハウス）- 寺沢健三 役 ※29日以外出演[57]
- 舞台『テムとゴミの声』- ダンチョ 役
  - 舞台『テムとゴミの声 -第1章 ゴミのサーカス団-』（2022年12月21日 - 25日、下北沢楽園）[58]
  - 舞台『テムとゴミの声 -第2章 また会えたなら-』（2024年2月28日 - 3月3日、CBGKシブゲキ!!）[59]
- ブルーシャトルプロデュース『織田信長』（2023年2月24日 - 27日、伝承ホール / 3月9日 - 12日、ナレッジシアター）- 森蘭丸 役[60]
- 舞台『信長未満—転生光秀が倒せない—』（2023年3月23日 - 26日、KAAT 神奈川芸術劇場 ホール）- 黒田官兵衛 役[61]
- T-gene Stage
  - T-gene Stage『MOMOTARO』（2023年5月24日 - 28日、六行会ホール）- 仁⻤ 役[62]
  - T-gene Stage『正義の味方 ~ジャスティス・タクティス~』（2025年2月26日 - 3月3日、中目黒キンケロシアター）- 日替わりゲスト・長嶋茂雄 役 ※27日のみ出演
- Bobjack Theater 番外公演『ボブジャック秋の短編祭り』（2023年10月18日 - 22日、シアターKASSAI）- 一一二三三 / 泉雄馬 役[63]
- ファンファーレ×FULLFLASH番外公演 舞台『DOLL』（2023年12月13日 - 24日、アトリエファンファーレ高円寺）[64] ※ 延期[65]
- Last Stage『売春捜査官』（2024年1月17日 - 21日、シアターKASSAI）- 日替わりゲスト ※21日のみ出演[66]
- チーズtheater 第8回本公演『川辺市子のために』（2024年2月3日 - 12日、サンモールスタジオ）- 田中宗介 役[67]
- 萬腹企画 17杯目『封印壊除』（2024年3月21日 - 25日、シアターグリーン BIG TREE THEATER）- 日替わりゲスト・早内巡査 役[68] ※23日のみ出演
- 朗読劇舞台『永久保貴一の極めて怖い話 2024』（2024年8月9日 - 12日、浅草花劇場）※11日のみ出演[69]
- パフォーマンスユニットTWTvol.13『セント・メグル・タイム～ぼくらの時空転々記～』（2024年8月23日 - 9月1日、新宿シアタートップス）- 主演・五十畑千翔 / バイオ (生命) 役[70]
- amipro『覇権DO！！～戦国高校天下布武～』（2024年11月1日 - 5日、シアター・アルファ東京）- リョウ 役[71]
- コントステージ『ミットたうん』（2025年5月24日 - 25日、CBGKシブゲキ!!）[72]
- The Smoke Shelterプロデュース＃4『BELOVED』（2025年6月29日 - 30日、AI・HALL / 7月5日 - 13日、恵比寿・エコー劇場）- 主演・古川健二  役[73]
- 舞台『HOUSEⅡ〜７人の地縛霊〜』（2025年8月15日 - 23日、あうるすぽっと）- 田沼弥一  役[74]
- 舞台『ポセイドンの孫とYシャツと私2025』（2025年9月13日 - 23日、シアターグリーンBIGTREE THEATER）[75]

### 映画
- Green Flash（2015年）- 溝口泰人 役
- 劇場版SOARA - 宗像廉 役
  - 劇場版SOARA『LET IT BE -君が君らしくあるように-』（2019年10月4日公開）[76]
  - 劇場版SOARA2『I will. -君が未来を歩くとき-』（2021年10月29日公開）[77]

### テレビ番組
- NHK高校講座 ロンリのちから（2014年4月15日 - 2015年3月3日、NHK Eテレ）- 礼央 役
- BF会議（2014年10月1日 - 2015年3月25日、テレビ朝日）
- IVESTA TV（2020年4月29日 - 5月20日、TOKYO MX・BS日テレ）[78]
- プロステTV（2022年1月5日 - 3月16日、TOKYO MX・BS日テレ、#1 - #3）[79]
- THE突破ファイル（2022年8月4日、日本テレビ）
- ザ！世界仰天ニュース『日航機ハイジャック事件の真相2時間SP』（2022年9月20日、日本テレビ）- 三橋俊明 役
- 世界の何だコレ!?ミステリー（2023年5月17日、フジテレビ）

### テレビドラマ
- 激レアさんを連れてきた。ドラマシアター『激アツ!! ヤンキーサッカー部』（2018年9月21日、9月28日、テレビ朝日）[80]
- 暴太郎戦隊ドンブラザーズ 第38話（2022年11月27日、テレビ朝日系列）- イタリアンスタッフ 役

### WEB番組
- ほっこらnight!（2012年7月18日 - 10月31日、アメーバスタジオ）
- nottv 100万契約突破記念公開生放送『吉田尚記が代アニで企んでる』ハナガサキマクリ 惡の華 in 代アニ（2013年7月14日、NOTTV）※ゲスト出演
- イケメン達のイケてNight（2013年10月13日、アメーバスタジオ）
- キャストサイズニュース 第47回（2016年5月4日、ニコニコ生放送）[81]
- 『音楽劇ヨルハver1.2』『舞台 少年ヨルハver1.0』稽古場に潜入セヨ。（2018年1月29日、ニコニコ生放送）[82]
- ニーアオートマタぶっ通し生放送（2018年3月4日、ニコニコ生放送）
- 『音楽劇ヨルハVer1.2』『舞台 少年ヨルハVer1.0』Blu-ray発売記念 生放送（2018年5月11日、ニコニコ生放送）[83]
- 役者男子の休日～アレもコレも新生活で色々やっちゃうよスペシャル～（2019年4月27日、ニコニコ生放送）※ゲスト出演[84]
- インプロ バラエティ『ぺあぺあ』#5 & #6（2020年1月27日、3月30日、ニコニコ生放送）※ゲスト出演[85]
- 辻諒・樋口裕太のアニドルch 第2話（2020年5月28日、ニコニコ生放送）※ゲスト出演[86]
- キュアステファンミ〜目指せ、シリウスの頂点！全員集合SP〜（2020年8月29日、ZAIKO）[87]
- ナイフ先生とかおなし君（2020年10月3日、ONSTAGE）[88]
- ツキプロチャンネルあおぞらスペシャル！48時間生配信（2020年11月8日、YouTube・ニコニコ生放送）[89]
- Mission in B.A.C（2020年11月21日、LINE LIVE）[90]
- 『アニドルカラーズ！キュアステージ SHUFFLE REVUE』キャストと楽しむ振り返り上映会（2021年4月25日、ZAIKO）[91]
- クラウスダンスアカデミー『ストリートダンス基礎講座』（2021年8月4日、11日、18日、9月1日、10月16日、20日、YouTube）※ゲスト出演
- 『アニドルカラーズ！キュアステージ SHUFFLE REVUE』集え！キュアステカンパニー ～頂点は誰の手に⁉︎秋まつり対決SP～（2021年9月18日、ZAIKO）[92]
- ツキプロチャンネル48時間生配信2021（2021年11月6日・7日、YouTube・ニコニコ生放送）[93]
- 橘りょうの『今なにしてる？』（2021年12月20日、LINE LIVE）※ゲスト出演[94]
- ツキプロチャンネル48時間生配信2022（2022年11月5日・6日、YouTube・ニコニコ生放送）※5日のみ出演[95]
- ツキプロチャンネル48時間マジカルTV（2023年11月3日・4日、YouTube・ニコニコ生放送）※4日のみ出演[96]
- ましゅちひチャンネル（2024年4月21日、6月22日、YouTube）※ゲスト出演

### WEBドラマ
- 進化しすぎたスマホの怖~~~~い話（2024年8月13日・14日、TikTok）- スマちゃん 役
- このゲーム、あなたは挑戦しますか？（2024年8月19日、TikTok・YouTube）
- おもしれー女・・・（2024年8月24日、TikTok・YouTube）- 神宮寺 役

### ラジオ
- 惡の華 クソムシラジオ（2013年5月13日 - 7月29日、音泉）[97]
- A&G 超RADIO SHOW〜アニスパ!〜 第480回（2013年6月15日、超！A＆G＋）※ゲスト出演
- オトメヂカラ（2014年3月6日、超！A＆G＋）※ゲスト出演
- 痛快☆乙女ゲーム通信 第11回（2014年5月3日、FM西東京）※ゲスト出演
- アポロン★妄想ソング～ねえ、あいみみしようよ。（2015年1月28日、2月3日、TOKYO FM）※ゲスト出演
- 椎名へきる みたいラジオ 第441回（2015年3月28日、TOKYO FM）※ゲスト出演
- ドル★ラジ（2015年12月11日、792fm）※ゲスト出演
- 杏奈カフェ♪♪（2019年4月28日、FM HANAKO）※ゲスト出演
- ツキプロ★ナイト #25（2019年9月20日、超！A＆G＋）※ゲスト出演[98]

### ミュージックビデオ
- SHIT HAPPENING Landmark『言えない』（2015年8月5日）[99]

### イベント
- アニメ『惡の華』
  - アニメ『惡の華』第一話上映会イベント（2013年3月21日、サイエンスホール）[100]
  - アニメコンテンツエキスポ2013（2013年3月31日、幕張メッセ 国際展示場ホール）
  - 『惡の華』 ～ハナガサイタヨ会～（2013年4月27日、Benoa銀座）
  - 『惡の華』 ～ハナガサイタヨ会vol.3～（2013年6月30日、Benoa銀座）
- 舞台『CLOCK ZERO 〜終焉の一秒〜』
  - 舞台『CLOCK ZERO 〜終焉の一秒〜』A live Moment 製作発表会（2013年8月12日、星陵会館）
  - オトメイトカフェ×『CLOCK ZERO 〜終焉の一秒〜』A live Moment コラボ企画（2013年9月17日、ハニトーカフェ 秋葉原店）
  - 『CZ A l M - Night - 』（2013年9月21日、J-SQUARE SHINAGAWA）
  - 舞台『CLOCK ZERO ～終焉の一秒～』A live Moment 再演 プレイベント（2014年2月16日）
  - オトメイトカフェ×『CLOCK ZERO〜終焉の一秒〜』A live Moment 再演 コラボ企画（2014年2月25日、オトメイトカフェ 秋葉原店）
  - 舞台『CLOCK ZERO ～終焉の一秒～』A live Moment 再演 DVD発売記念プレミア上映会（2014年9月13日、シネマート六本木）
  - 舞台『CLOCK ZERO ～終焉の一秒～』rin-g-age -リンゲージ- プレイベント（2014年11月1日、東俳ビル テアトロ館）
- 舞台『STORM LOVER ～波打ち際の王子SUMMER!～』
  - 舞台『STORM LOVER ～波打ち際の王子SUMMER!～』チケットお渡し会（2014年4月19日、新宿マルイアネックス/4月22日、アニメイト渋谷）[101]
- テレビ番組『BF会議』
  - 『BF会議』ファンミーティングイベント（2014年12月28日、六本木ニコファーレ）
- 映画 『Green Flash』
  - 映画『グリーンフラッシュ』プレミアミニライブ＆トークイベント（2015年1月11日、大田区産業プラザPio）
- 舞台『弱虫ペダル』
  - 『弱虫ペダル』福岡公演直前記念スペシャルイベント（2016年3月8日、あるあるCity）
  - 舞台『弱虫ペダル』～総北新世代、始動～ DVD&Blu-ray発売記念イベント（2016年9月3日、ディファ有明）
  - 舞台『弱虫ペダル』新インターハイ篇～スタートライン～ トークイベント＆プレゼント抽選会＋ハイタッチ会（2017年2月22日、梅田ジョイポリス/2月28日、TOKYO SEASIDE FESTIVAL）
  - 舞台『弱虫ペダル』新インターハイ篇～スタートライン～ DVD&Blu-ray発売記念イベント（2017年9月2日、TFT HALL 1000）[102]
- アニメ『EVIL OR LIVE』
  - アニメ『EVIL OR LIVE』記念イベント『EVIL OR LIVE NIGHT』（2017年10月29日、アニメイト池袋本店）
  - NormCore Debut Single『それでも僕は生きている』リリース記念イベント（2017年11月23日、ディスクピア日本橋店 & アニメイト名古屋店/2017年11月25日、池袋 ~ ニコニコ本社 & タワーレコード渋谷店）
- 舞台『少年ヨルハ Ver1.0』
  - 『音楽劇ヨルハVer1.2』『舞台 少年ヨルハVer1.0』Blu-ray発売記念上映会（2018年7月21日、UDX THEATER (秋葉原)）
- 『アニドルカラーズ！キュアステージ』
  - 『アニドルカラーズ！キュアステージ～シリウス学園編～』DVD完成イベント（2019年1月5日、ニッショーホール）
- 劇場版SOARA
  - ツキプロFC特別企画『劇場版SOARA ファンの集い』（2019年7月28日、武蔵野公会堂ホール）[103]
  - 劇場版SOARA『LET IT BE -君が君らしくあるように-』舞台挨拶（2019年10月4日、6日、池袋HUMAXシネマズ/10月20日、シネマート心斎橋 & 伏見ミリオン座/2020年2月15日、川越スカラ座）[104][105]
  - 劇場版SOARA2『I will. -君が未来を歩くとき-』舞台挨拶（2021年10月30日、池袋HUMAXシネマズ & 横浜ブルク13/11月6日、池袋HUMAXシネマズ/2022年1月15日、川越スカラ座）[106][107]
- 2.5次元ダンスライブ『ALIVESTAGE』
  - Blu-ray 2.5次元ダンスライブ「ALIVESTAGE Episode 2『月花神楽　-青と緑の物語-』」発売記念イベント（2020年5月9日、ヒューリックホール東京）[108]※中止[109]
  - 『ムービックステージオンリーショップ2022』オンライントークイベント（2022年7月23日）[110]
  - 2.5次元ダンスライブ「ALIVESTAGE Episode 7『斬心 -霖雨蒼生-』」発売記念イベント（2023年11月26日、animate hall BLACK）
  - 2.5次元ダンスライブ「ALIVESTAGE Episode 8『太極伝奇の、舞台裏』」発売記念イベント（2024年3月20日、animate hall BLACK）
  - 2.5次元ダンスライブ「ALIVESTAGE Episode 9『オトアツメ feat.ORIGIN』」発売記念イベント（2025年1月11日、animate hall BLACK）
- バースデーイベント
  - 劇団CATMINTイベント『はたして響は友佑先輩に23歳の誕生日を祝ってもらえるのか？！』（2021年7月31日、中目黒キンケロシアター）※ゲスト[111]
  - 植田慎一郎 28th Birthday event（2021年10月2日、シアター代官山）[112]
  - 植田慎一郎 29th Birthday Event（2022年10月1日、シアター代官山）[113]
  - 吉田知央Birthday Event『知央ボーン！』（2023年2月5日、R’s ART COURT）※ゲスト[114]
  - Joanna Koike Birthday Live 2023『My Treasure』（2023年7月11日、渋谷REX）※ゲスト
  - シアター代官山プロデュース『俳優図鑑』featuring 田中尚輝・植田慎一郎 (バースデー!)（2023年10月7日・8日、シアター代官山）
  - ほりたりんぐ Birthday one-man 2023（2023年11月18日、新宿グラムシュタイン）※ゲスト
  - 鷲尾修斗バースデーイベント2023（2023年12月23日、アトリエファンファーレ東池袋）※ゲスト
  - 三橋かおるBirth Day Event 2024（2024年7月27日、ストロボカフェ原宿）※ゲスト
  - 植田慎一郎 Birthday Event（2024年10月6日、恵比寿・エコー劇場）
  - 鷲尾修斗バースデーイベント2024（2024年12月29日、ルートシアター）※ゲスト
- T-gene
  - T-gene presents session vol.24（2023年4月8日、MUSEモード音楽学院本館）※ゲスト
  - T-gene Stage『MOMOTARO』前夜祭（2023年5月13日・14日、R’s ART COURT）※14日のみ
  - T-gene presents session vol.25（2023年6月4日、MUSEモード音楽学院本館）※ゲスト
  - T-gene学園 vol.5『おしえて、図師先生』〜日直:田中彪〜（2023年10月29日、MUSEモード音楽学院本館）※ゲスト
  - T-gene Stage『正義の味方 ~ジャスティス・タクティス~』前夜祭（2025年2月16日、MUSEモード音楽学院本館）
- 6-B
  - 『6-B Fes』（2024年9月14日、K-STAGE O!）
  - 『6-B Fes vol.2』（2025年4月12日、新宿村LIVE）
- その他
  - シアター代官山プロデュース『俳優図鑑』featuring 新正俊（2023年4月29日・30日、シアター代官山）※ゲスト（30日のみ）[115]
  - 吉田知央企画イベント『ちひ屋vol.1』（2023年7月2日、滝野川会館大ホール）※ゲスト
  - 『K’s Party 4th』~Halloween Fes!!~（2023年10月14日、歌舞伎町 Sparkle）※ゲスト
  - 新感覚即興インプロイベント 『Theaterlive Vol.15』（2023年11月25日、大塚ドリームシアター）
  - 新感覚即興インプロイベント 『Theaterlive Vol.16』（2024年2月25日、MUSEモード音楽学院本館）
  - GAME×ACTOR ゲーム&トークファンミーティングイベント（2024年7月6日、ダイニングバー 麦ノ音）※ゲスト
  - 吉田知央企画イベント『ちひ屋vol.2』（2024年8月3日、恵比寿ガーデンプレイスタワー13F）※ゲスト
  - ましゅちひチャンネルファンミーティングvol.2（2025年9月21日、本所地域プラザ BIGSHIP）※ゲスト

### その他
- 植 談話 慎一 論争（2020年4月25日 - 、TwitCasting、ライブ & ラジオ）[116]
- 植田と増田、ただただ喋るだけ。（2020年7月18日 - 、SPOON）[117]
- 植田センチメンタ郎 ~ ゲーム実況ch（2020年8月28日 - 、YouTube）
- オンライン謎解きゲーム2.5 次元ダンスライブALIVESTAGE『空森学園七不思議のナゾをとけ!!』（2020年11月13日 - 29日、Zoom）[118]

## CD

### CD
- 『キャラメル』（2014年7月23日）[119]
- 『ALIVE THE MOVIE SONG COLLECTION －さぁ、音楽をはじめよう！－』（2019年10月4日）[120]
- 『ALIVE THE MOVIE SONG COLLECTION2 -君が未来を歩くとき-』（2021年12月24日）[121]

### 『イブステ』シリーズ関連
| 発売日   | 商品名 | キャスト | 歌                                                 |
| 2019年   | 2019年 | 2019年 | 2019年                                             |
| -------- | --- | --- | -------------------------------------------------- |
| 11月29日 | 2.5次元ダンスライブ「ALIVESTAGE Episode 2『月花神楽』」主題歌                                                 | SOARA: 大原空 役：堀田竜成、在原守人 役：石渡真修、神楽坂宗司 役：吉田知央、宗像廉 役：植田慎一郎、七瀬望 役：渡邉響 Growth: 衛藤昂輝 役：塩澤英真、八重樫剣介 役：石川翔、桜庭涼太 役：三谷怜央、藤村衛 役：岩佐祐樹 | 『月花神楽』                                       |
| 11月29日 | 2.5次元ダンスライブ「ALIVESTAGE Episode 2『月花神楽』」～青藍の章～ 挿入歌                                    | SOARA: 大原空 役：堀田竜成、在原守人 役：石渡真修、神楽坂宗司 役：吉田知央、宗像廉 役：植田慎一郎、七瀬望 役：渡邉響                                                                                                  | 『青藍の空へと』                                   |
| 2020年   | | |                                                    |
| 5月29日  | 2.5次元ダンスライブ「ALIVESTAGE Episode 3『SCHOOL REVOLUTION Hello 神さま 僕はここにいる！』」主題歌          | SOARA: 大原空 役：堀田竜成、在原守人 役：石渡真修、神楽坂宗司 役：吉田知央、宗像廉 役：植田慎一郎、七瀬望 役：渡邉響 Growth: 衛藤昂輝 役：塩澤英真、八重樫剣介 役：石川翔、桜庭涼太 役：三谷怜央、藤村衛 役：岩佐祐樹 | 『SCHOOL REVOLUTION Hello 神さま 僕はここにいる!』 |
| 5月29日  | 2.5次元ダンスライブ「ALIVESTAGE Episode 3『SCHOOL REVOLUTION Hello 神さま 僕はここにいる！』」Ver.BLUE 劇中歌 | SOARA: 大原空 役：堀田竜成、在原守人 役：石渡真修、神楽坂宗司 役：吉田知央、宗像廉 役：植田慎一郎、七瀬望 役：渡邉響                                                                                                  | 『青春宣誓』                                       |
| 2021年   | | |                                                    |
| 2月26日  | 2.5次元ダンスライブ「ALIVESTAGE Episode 4『WYD』」主題歌                                                      | SOARA: 大原空 役：堀田竜成、在原守人 役：石渡真修、神楽坂宗司 役：吉田知央、宗像廉 役：植田慎一郎、七瀬望 役：渡邉響 Growth: 衛藤昂輝 役：塩澤英真、八重樫剣介 役：石川翔、桜庭涼太 役：橘りょう、藤村衛 役：岩佐祐樹 | 『WYD』                                            |
| 2月26日  | 2.5次元ダンスライブ「ALIVESTAGE Episode 4『WYD』」Ver.BLUE 劇中歌                                             | SOARA: 大原空 役：堀田竜成、在原守人 役：石渡真修、神楽坂宗司 役：吉田知央、宗像廉 役：植田慎一郎、七瀬望 役：渡邉響                                                                                                  | 『BUZZER BEATER -ver.WYD-』                        |
| 10月8日  | 2.5次元ダンスライブ「ALIVESTAGE Episode 5『月野百鬼夜行綺譚 天獄 -君死にたまふことなかれ-』」主題歌           | SOARA: 大原空 役：堀田竜成、在原守人 役：石渡真修、神楽坂宗司 役：吉田知央、宗像廉 役：植田慎一郎、七瀬望 役：渡邉響 Growth: 衛藤昂輝 役：塩澤英真、八重樫剣介 役：石川翔、桜庭涼太 役：橘りょう、藤村衛 役：岩佐祐樹 | 『万古詠唱』                                       |
| 2022年   | | |                                                    |
| 4月1日   | 2.5次元ダンスライブ「ALIVESTAGE Episode 6『Gift』」主題歌                                                     | SOARA: 大原空 役：堀田竜成、在原守人 役：石渡真修、神楽坂宗司 役：吉田知央、宗像廉 役：植田慎一郎、七瀬望 役：渡邉響 Growth: 衛藤昂輝 役：塩澤英真、八重樫剣介 役：石川翔、桜庭涼太 役：橘りょう、藤村衛 役：岩佐祐樹 | 『Gift For The Music』                             |
| 2023年   | | |                                                    |
| 2月17日  | 2.5次元ダンスライブ「ALIVESTAGE Episode 7『斬心 -霖雨蒼生-』」主題歌                                          | SOARA: 大原空 役：堀田竜成、在原守人 役：影山達也、神楽坂宗司 役：吉田知央、宗像廉 役：植田慎一郎、七瀬望 役：渡邉響 Growth: 衛藤昂輝 役：塩澤英真、八重樫剣介 役：石川翔、桜庭涼太 役：田中尚輝、藤村衛 役：岩佐祐樹 | 『斬心-無形ノ八重-』                               |
| 9月29日  | 2.5次元ダンスライブ「ALIVESTAGE Episode 8『太極伝奇の、舞台裏』」主題歌                                       | SOARA: 大原空 役：堀田竜成、在原守人 役：影山達也、神楽坂宗司 役：吉田知央、宗像廉 役：植田慎一郎、七瀬望 役：渡邉響 Growth: 衛藤昂輝 役：塩澤英真、八重樫剣介 役：石川翔、桜庭涼太 役：田中尚輝、藤村衛 役：岩佐祐樹 | 『太極伝奇～約束～』                               |
| 2024年   | | |                                                    |
| 7月26日  | 2.5次元ダンスライブ「ALIVESTAGE Episode 9『オトアツメ feat.ORIGIN』」主題歌                                   | SOARA: 大原空 役：堀田竜成、在原守人 役：影山達也、神楽坂宗司 役：吉田知央、宗像廉 役：植田慎一郎、七瀬望 役：渡邉響 Growth: 衛藤昂輝 役：塩澤英真、八重樫剣介 役：石川翔、桜庭涼太 役：田中尚輝、藤村衛 役：岩佐祐樹 | 『ORIGIN -芽生えの詩-』                            |

### 『アニドルカラーズ！キュアステージ』シリーズ関連
| 発売日  | 商品名                                        | キャスト | 歌                                       |
| 2021年  | 2021年                                        | 2021年 | 2021年                                   |
| ------- | --------------------------------------------- | --- | ---------------------------------------- |
| 2月10日 | 『Sirius resonance』~ 7Colors                 | 朝日悠希 役：辻諒、夏月斗羽 役：阿部快征、不知火颯 役：岸本勇太、蓮水巴瑠 役：樋口裕太、土岐結人 役：登野城佑真、柚木真哉 役：小林涼、金森碧叶 役：植田慎一郎 | 『Sirius resonance』、『Starry Stories』 |
| 2月15日 | 『Sirius resonance』Solo Collection ~ 7Colors | 朝日悠希 役：辻諒、夏月斗羽 役：阿部快征、不知火颯 役：岸本勇太、蓮水巴瑠 役：樋口裕太、土岐結人 役：登野城佑真、柚木真哉 役：小林涼、金森碧叶 役：植田慎一郎 | 『Sirius resonance』、『Starry Stories』 |
| 2022年  |                                               | |                                          |
| 2月14日 | 『Movin’on』~ 7Colors                         | 朝日悠希 役：辻諒、夏月斗羽 役：阿部快征、不知火颯 役：岸本勇太、蓮水巴瑠 役：樋口裕太、土岐結人 役：登野城佑真、柚木真哉 役：小林涼、金森碧叶 役：植田慎一郎 | 『Movin’on』『Welcome to Our LAND!』     |

### 音楽劇『黒と白』シリーズ関連
| 発売日  | 商品名                                      | キャスト | 歌                 |
| 2021年  | 2021年                                      | 2021年 | 2021年             |
| ------- | ------------------------------------------- | --- | ------------------ |
| 8月27日 | 音楽劇『黒と白-purgatorium- amoroso』劇中歌 | 色欲・アスモデウス 役：塩澤英真、嫉妬・レヴィアタン 役：須賀京介、寛容・ガブリエル 役：千葉瑞己、寵愛・ハニエル 役：植田慎一郎、夢想・ラミエル 役：鈴木遥太 | 『大地と命の賛歌』 |

### ドラマCD
- 惡の蕾（2013年5月22日）- 春日高男